# Pseudostigmaeus longisetis
Pseudostigmaeus longisetis är en spindeldjursart som beskrevs av Charles Thorold Wood 1971. Pseudostigmaeus longisetis ingår i släktet Pseudostigmaeus och familjen Stigmaeidae. Inga underarter finns listade i Catalogue of Life.